# HMS Victoria (1859)
HMS Victoria – brytyjski żaglowo-parowy okręt liniowy pierwszej klasy z drugiej połowy XIX wieku. Należał do pierwszych dużych jednostek wyposażonych w śrubę napędową. Okręt nazwano imieniem królowej Victorii. Był największym w historii okrętem liniowym zbudowanym z drewna.

## Historia
HMS „Victoria” został zamówiony w 1855 roku przez brytyjską Admiralicję w stoczni w Portsmouth. Rozpoczęcie budowy miało miejsce 1 kwietnia 1856 roku, wodowanie 12 listopada 1859 roku. Koszt budowy wyniósł 150 500 funtów. Podczas prób morskich w lipcu 1860 roku, okręt osiągnął prędkość 11,7 węzła, co było jedną z najwyższych prędkości osiąganych przez jednostki tej klasy. Po próbach i dokończeniu wyposażania, okręt lata 1860-1864 spędził w składzie floty rezerwowej w Portsmouth. Okręt wszedł do służby 2 listopada 1864 roku i został jednostką flagową floty Morza Śródziemnego, która stacjonowała w Malcie. W 1867 roku powrócił do Portsmouth, gdzie jego uzbrojenie zostało zredukowane do 102 dział. Po przekazaniu do rezerwy ilość dział zredukowano do 12. 31 maja 1893 roku „Victoria” została sprzedana w celu dokonania jej rozbiórki.